# Cyrilometodějské gymnázium, základní škola a mateřská škola v Prostějově
Cyrilometodějské gymnázium, základní škola a mateřská škola v Prostějově je všeobecné katolické gymnázium, které poskytuje osmileté gymnaziální vzdělání s rozšířenou výukou jazyků a informačních technologií. Součástí školy je základní škola, mateřská škola a školní klub a středisko volného času mládeže Oáza. Ve školním roce 2021/2022 na gymnáziu studovalo 240 žáků, na základní škole 113 a mateřskou školu navštěvovalo 20 žáků.
Škola přijímá absolventy 5. tříd základních škol, přijímací zkoušky se konají formou písemného testu z českého jazyka, matematiky a všeobecných znalostí. Žáci, kteří v soutěžích typu olympiád dosáhli vynikajícího výsledku v rámci okresu nebo regionu, mohou být přijati bez přijímacích zkoušek.

## Historie
Školu založil biskup Jan Graubner v lednu 1992, v září téhož roku zahájila výuku. Původně se jmenovala Církevní gymnázium v Prostějově, k přejmenování na současný název došlo k 1. říjnu 1995. Prvních šest let své existence se různě stěhovala, dlouhodobý pronájem v současné budově získala v červenci 1998, v roce 2001 pak rozhodnutím Ministerstva financí ČR získala tuto budovu do svého vlastnictví.

## Kaple
Součástí gymnázia je kaple, která je zasvěcená patronům školy sv. Cyrilu a Metodějovi. Kaple je výjimečná svou výzdobou, kterou vytvořil akademický sochař Daniel Ignác Trubač.

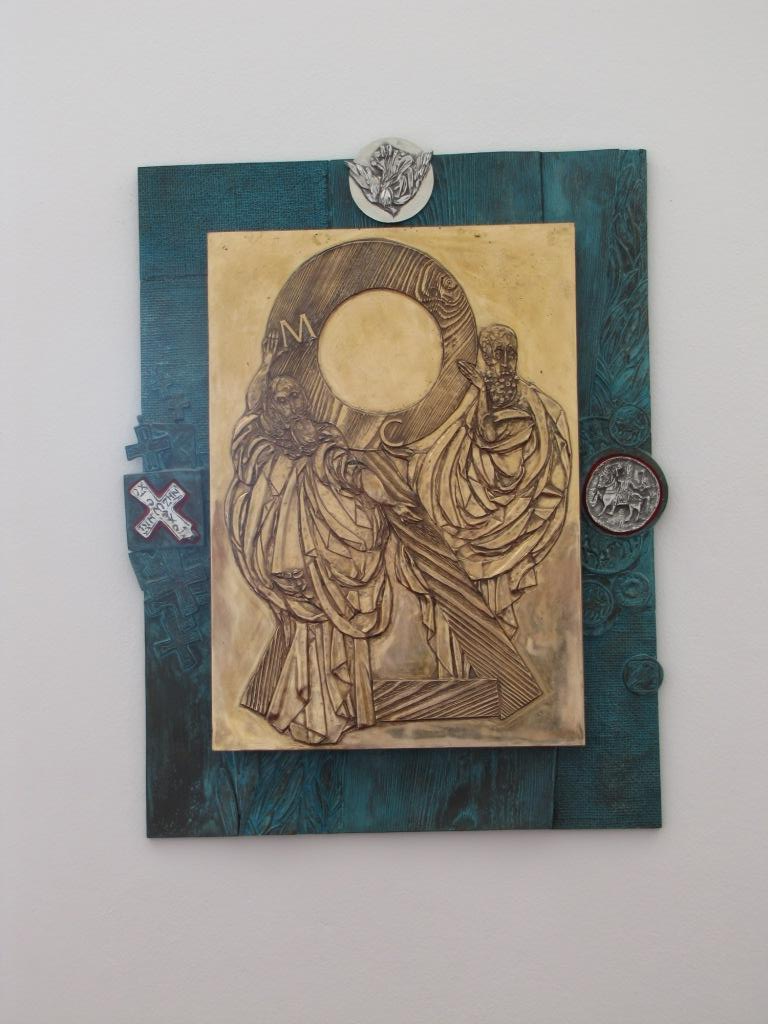
Reliéf sv. Cyrila a Metoděje
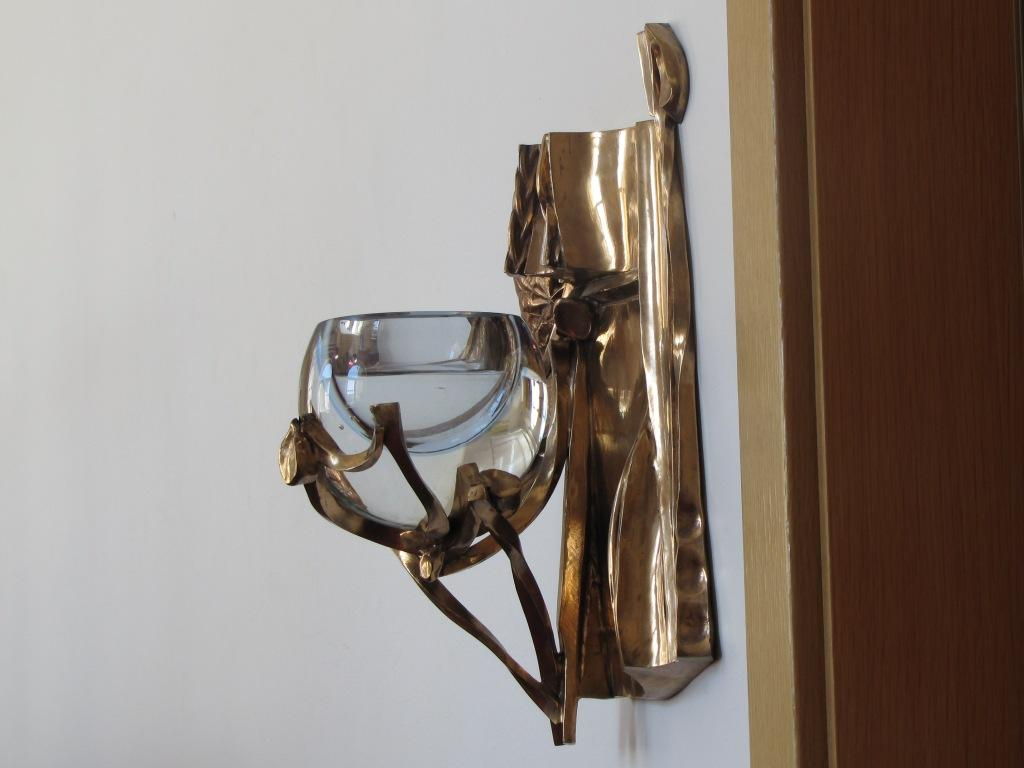
Bronzová kropenka se skleněnou mísou
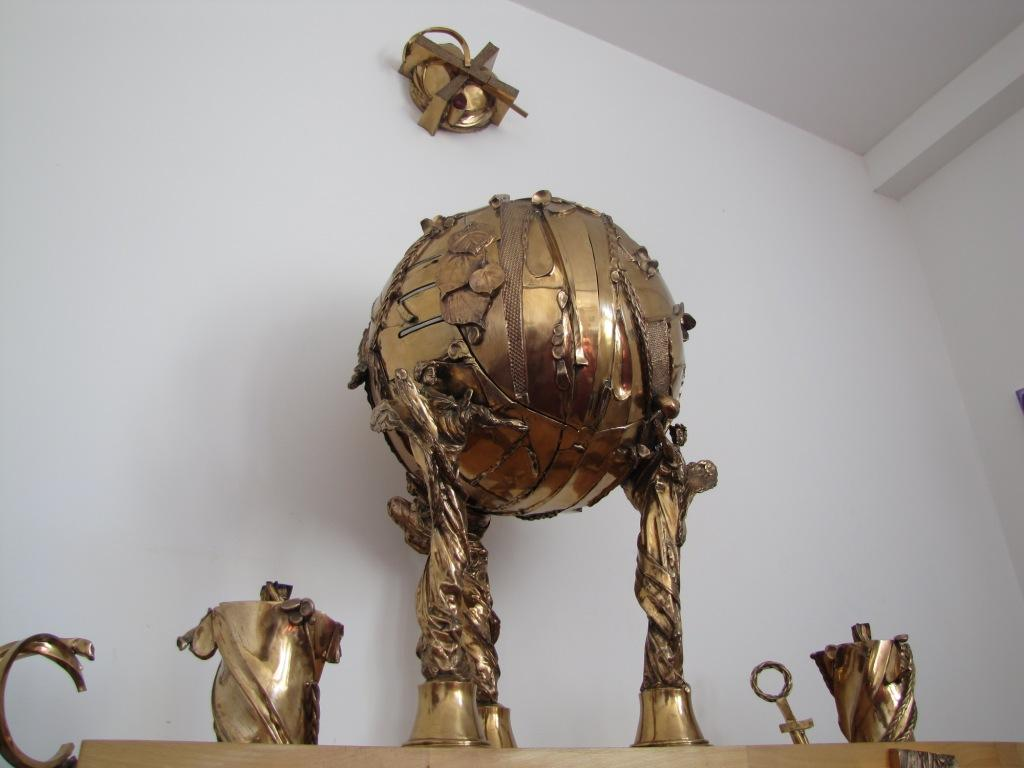
Bronzový svatostánek se svícny
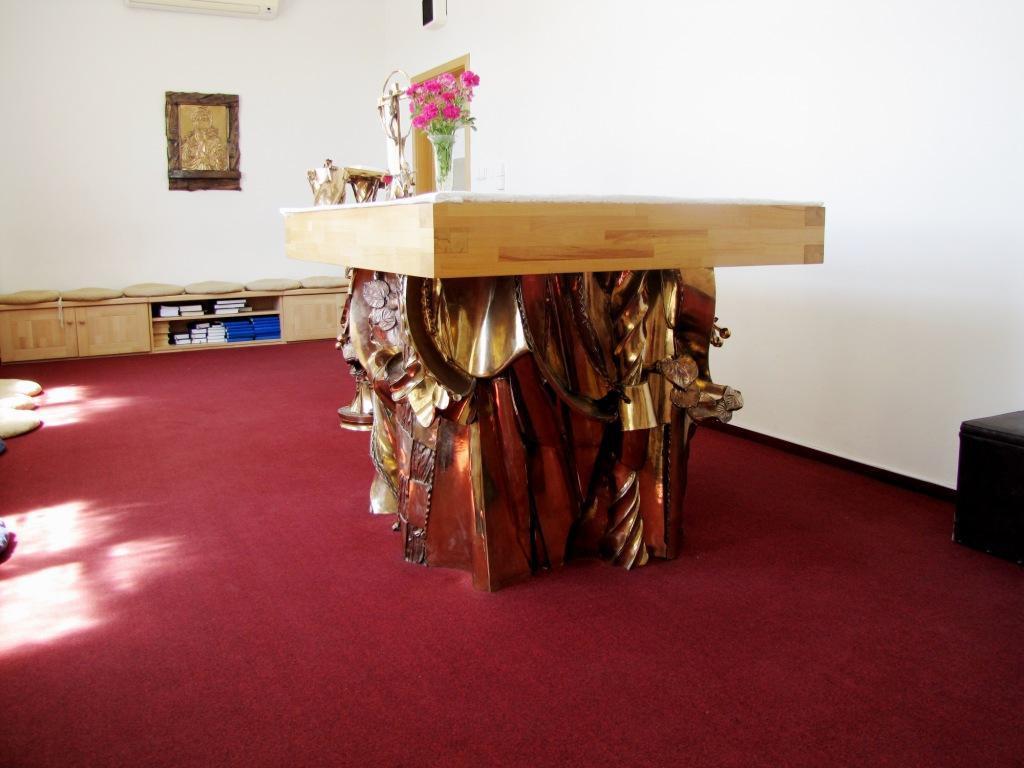
Bronzový oltář se dřevěnou menzou
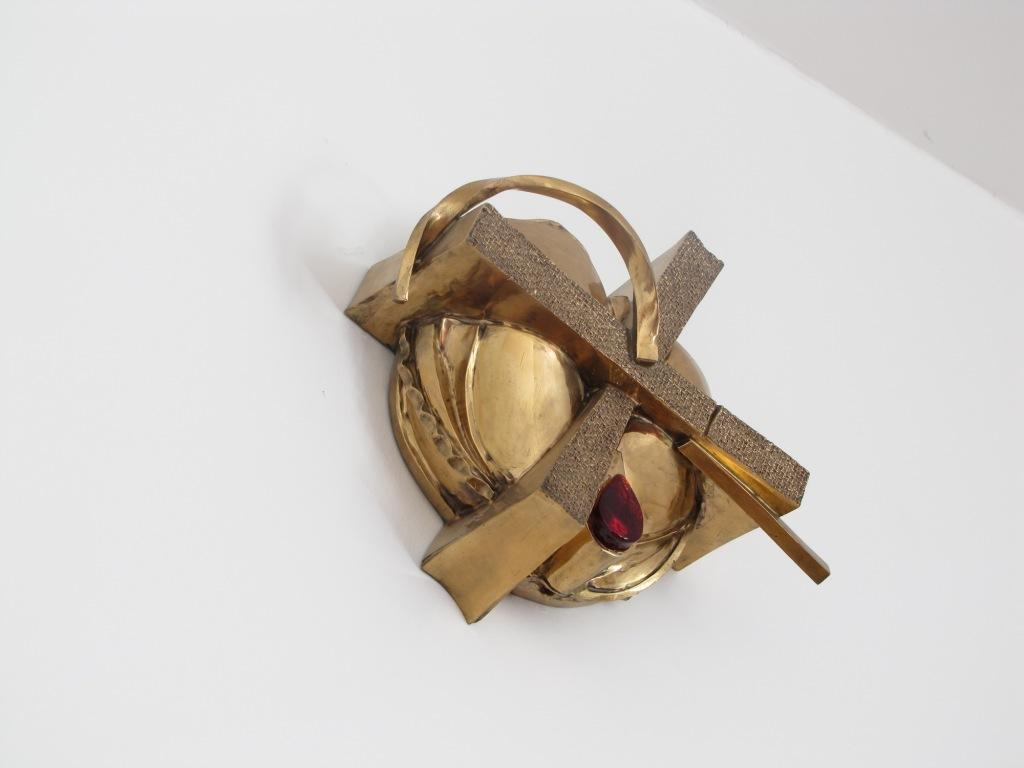
Bronzové věčné světlo
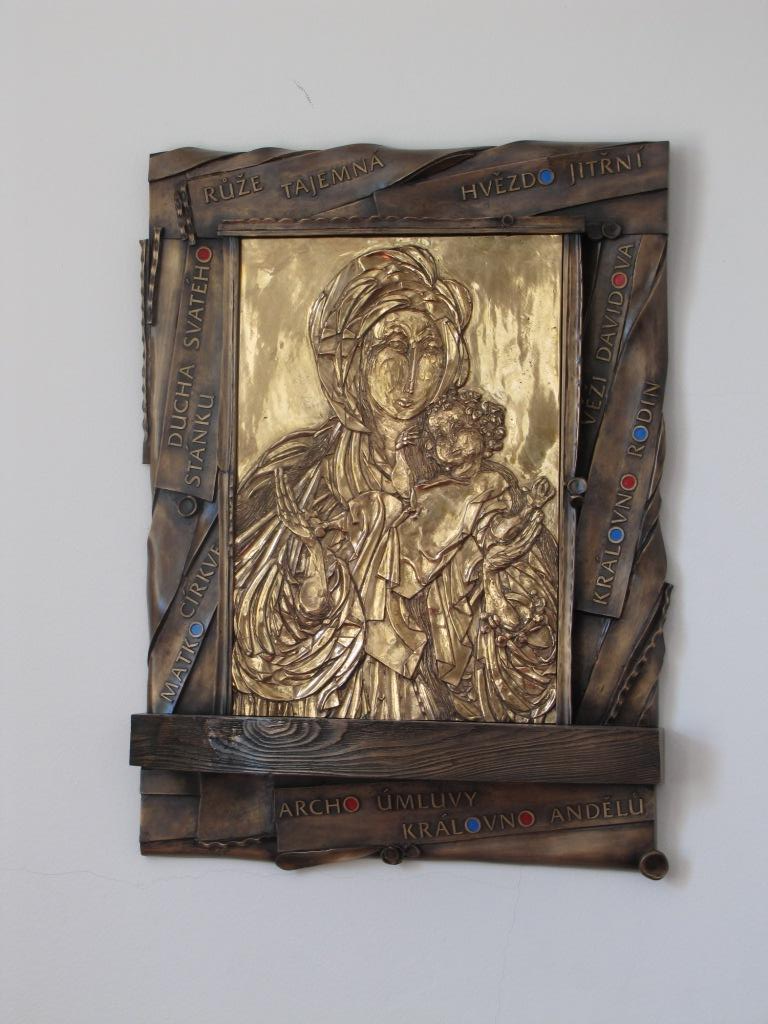
Reliéf Panny Marie

## Projekty realizované CMG
- Podpora implementace etické výchovy do vzdělávání
- Zachraňte svět zvířat
- SIPVZ

- Projekt Strategie osobnostního rozvoje
- Projekt Akademie rozvoje klíčových kompetencí pedagogů
- Projekt Centrum podpory etické výchovy v Olomouckém kraji
- Projekt Doopravdy
- Projekt Compassion
- Projekt Quo Vadis II – cesta ke vzdělání
- Projekt Comenius - Active Young Citizens Of Europe
- Zvyšování kvality výuky na CMG
- Projekt Ovoce do škol
- Projekt Cílevědomě za budoucím povoláním

- eTwinning

- Výuka k různosti jako součást multikulturní výchovy a vzdělávání

- Učme fyziku jinak!

- CAD

## Základní škola při CMG
Základní škola při Cyrilometodějském gymnáziu je výběrový druhý stupeň základní školy. Na rozvíjení křesťanských hodnot klade ještě větší důraz než gymnázium. S tím nesdílí pouze ředitele, ale i učitele a občas i učebny. Tato základní škola je taky jediná v okrese, kde mají studenti na výběr ze dvou druhých jazyků - francouzštiny a němčiny.

## Historie školy v datech
- 27. září 1991 – MŠMT zařazuje „Církevní gymnázium v Prostějově“ do sítě církevních škol
- 6. května 1992 – založen Klub rodičů a přátel připravovaného Církevního gymnázia
- 24. ledna 1992 – zakládací listina školy s názvem „Církevní gymnázium v Prostějově“, podepsaná metropolitou moravským, arcibiskupem Mons. Janem Graubnerem ředitelem gymnázia jmenován RNDr. Václav Marek, CSc.
- 1. září 1992 – slavnostní zahájení provozu školy za přítomnosti světícího biskupa a biskupského vikáře pro školy, Mons. Josefa Hrdličky a zástupců MŠMT. Spirituálem školy je o. Petr Chalupa, SDB
- prosinec 1993 – první školní akademie
- 1. října 1995 – nová zřizovací listina, která upravuje název školy na „Cyrilometodějské gymnázium v Prostějově“
- leden 1996 - první „Reprezentační ples spojený se stužkováním maturantů“
- 1992 - 1998 - první, druhé a třetí stěhování, škola lokalizována postupně na ZŠ E.Valenty, Reálném gymnáziu a ZŠ města Prostějova, SOU stavebním, SOU zemědělském, v budově Domovní správy na Demelově ulici, v budově Intergea - někdy i na třech místech současně
- prosinec 1996 – první samostatný koncert Pěveckého sboru Cyrilometodějského gymnázia
- 1. srpna 1997 – ředitelem gymnázia jmenován Mgr. Jaroslav Fidrmuc, zástupkyní ředitele se stává Mgr. Irena Wernerová
- prosinec 1997 – první adventní zastavení školy
- květen, červen 1998 – první výměnný pobyt našich studentů u holandských přátel na Emmauscollege v Rotterdamu
- 23. července 1998 – škola získává od Školského úřadu v Prostějově do pronájmu současnou budovu na Komenského ulici 17, kterou uvolňuje SOU oděvní
- 26. dubna 1999 – při škole založen Školní sportovní klub
- 1. července – 31. srpna 1999 – 1. etapa rekonstrukce školní budovy (sociální zařízení, kotelna, ústřední topení, rozvody vody a elektřiny, odborné učebny, do budovy přiveden plyn)
- 1. září 2000 – spirituálem školy se stává o. ing. Jaroslav Němec, SDB
- 1. září 2000 – při škole založen studentský klub Oáza
- 1. září 2000 – na škole se začíná formovat pěvecká schola
- 28. června 2001 – rozhodnutím Ministerstva financí ČR se školní budova Komenského 17 Prostějov stává majetkem školy
- 1. září 2001 – při škole založeno Informační centrum mládeže
- duben–září 2002 – 2. etapa rekonstrukce školní budovy (střešní nadstavba s odbornými učebnami pro výuku jazyků, IVT a chemie), ve střešní nadstavbě vybudována nová kaple zasvěcená patronům školy – sv. Cyrilu a Metodějovi
- 23. září 2002 – slavnostní otevření nově vybudovaných prostor gymnázia a oslava desátého výročí založení školy
- květen, červen 2003 – první výměnný pobyt našich studentů u německých přátel na Gesamtschule v Porta Westfalica
- 30. května 2003 – první „Zahradní slavnost“ pro rodiče a přátele školy v Rajské zahradě při chrámu Povýšení svatého Kříže
- 10. června 2004 – školní sportovní klub je transformován na Školní sportovní klub jednoty Orel Prostějov
- září 2004 – ICM se stává zástupcem České národní agentury pro mládež a Eurodesk pro Olomoucký kraj
- květen 2005 – první výstava v nově zřízené „Galerii pro duši“ na schodišti školy
- 29. června 2005 – první samostatné biřmování studentů CMG
- 1. září 2005 – MŠMT zařazuje jako součást školy Školní klub Oáza
- říjen 2005 – MŠMT se rozhodlo z prostředků EU podpořit program Doopravdy – program osobnostního rozvoje studentů CMG
- říjen 2005 – ICM se stává hostitelskou organizací pro pracovníky Evropské dobrovolné služby
- 16. února 2006 – při škole založena tříčlenná školská rada, jejím předsedou se stává ing. František Hynek
- 27. února 2006 – v souladu se zákonem 561/2004 (školský zákon) se právní forma školy mění na „školskou právnickou osobu“
- 11. dubna 2006 – předsedou Klubu studentů, rodičů a přátel Cyrilometodějského gymnázia se stává ing. František Hynek
- 1. září 2006 – MŠMT zařazuje jakou součást školy Středisko volného času mládeže
- 1. září 2006 – CMG začíná vyučovat podle školního vzdělávacího programu „Doopravdy“
- 3. září 2007 – CMG vytvořilo a začíná učit nový předmět Strategie osobnostního rozvoje
- 12. září 2007 – "Děti, pojďte si hrát!" komponovaný pořad na náměstí T. G. Masaryka v Prostějově k oslavě 15. výročí založení školy
- 3. října 2007 – koupě pozemku za budovou školy
- 1. března 2009 – začala realizace tříletého projektu „Akademie rozvoje klíčových kompetencí pedagogů“, který je spolufinancován ESF a státním rozpočtem ČR
- červenec–srpen 2009 – probíhaly intenzívní komplexní rekonstrukce a příprava prostor budoucí mateřské školy na Sídlišti Svobody v Prostějově
- 1. září 2009 – slavnostní zahájení nového školního roku mší svatou v chrámu Povýšení svatého Kříže bylo spojeno se zahájením a požehnáním činnosti mateřské školy při CMG. Škola nese nový název Cyrilometodějské gymnázium a mateřská škola v Prostějově
- březen–květen 2011 – studenti oktávy poprvé absolvovali novou podobu maturitní zkoušky
- srpen 2014 – dosavadní ředitel Mgr. Jaroslav Fidrmuc odchází pracovat na MŠMT jako náměstek ministra pro regionální školství, vedením školy pověřen Mgr. Pavel Polcr
- 1. září 2015 – otevření 6. třídy a škola nese nový název Cyrilometodějské gymnázium, základní škola a mateřská škola v Prostějově
- 1. dubna 2016 – Mgr. Pavel Polcr jmenován ředitelem školy
- 1. července 2016 – Školním kaplanem jmenován Mgr. Petr Matula, SDB
- 1. září 2016 – spuštění provozu nové budovy pro ZŠ